# CARICOM
CARICOM, fork. for Caribbean Community and Common Market, (dansk: Det caribiske fællesskab og fællesmarked) er en international mellemstatslig organisation, der blev grundlagt med ikræfttrædelsen af Chaguaramas-traktaten 1. august 1973. Organisationen blev grundlagt af 13 mindre lande i Caribien, der alle var tidligere britiske kolonier. Senere har yderligere to lande tilsluttet sig. Fem lande er associerede medlemmer og syv har observatørstatus. Organisationen har sekretariat i Georgetown i Guyana.
Formålet med CARICOM var at etablere et fællesmarked a la Det Europæiske Fællesskab, en koordineret udenrigspolitik samt et samarbejde indenfor en række områder, bl.a. uddannelse, idræt og administration til gavn for medlemsstaternes borgere. Denne samordning havde ikke fundet sted siden Den vestindiske føderations opløsning i 1962. CARICOM's resultater har været begrænsede grundet store uenigheder mellem landene.

## Medlemsstater
- Antigua og Barbuda (1. maj 1974)
- Bahamas (4. juli 1983, ej medlem af fællesmarkedet)
- Barbados (1. august 1973)
- Belize (1. maj 1974)
- Dominica (1. maj 1974)
- Grenada (1. maj 1974)
- Guyana (1. august 1973)
- Haiti (3. juli 2002, provisorisk medlem fra 4. juli 1998)
- Jamaica (1. august 1973)
- Montserrat (1. maj 1974)
- Saint Kitts og Nevis (1. maj 1974)
- Saint Lucia (1. maj 1974)
- Surinam (4. juli 1985)
- Saint Vincent og Grenadinerne (1. maj 1974)
- Trinidad og Tobago (1. august 1973)

### Associerede lande
- Britiske Jomfruøer (2. juli 1991)
- Turks- og Caicosøerne (2. juli 1991)
- Anguilla (4. juli 1999)
- Caymanøerne (15. maj 2002)
- Bermuda (2. juli 2003)

### Observatørlande
- Aruba
- Colombia
- Den Dominikanske Republik
- Mexico
- De Nederlandske Antiller
- Puerto Rico
- Venezuela